# Arte dalla XXI alla XXXI dinastia
L'arte che si sviluppa dalla XXI dinastia alla XXXI dinastia, tra il 1080 a.C. al 343 a.C., attraversa due periodi storici dell'Egitto: il Terzo periodo intermedio e l'Età Tarda.

## Architettura

### Architettura funeraria reale

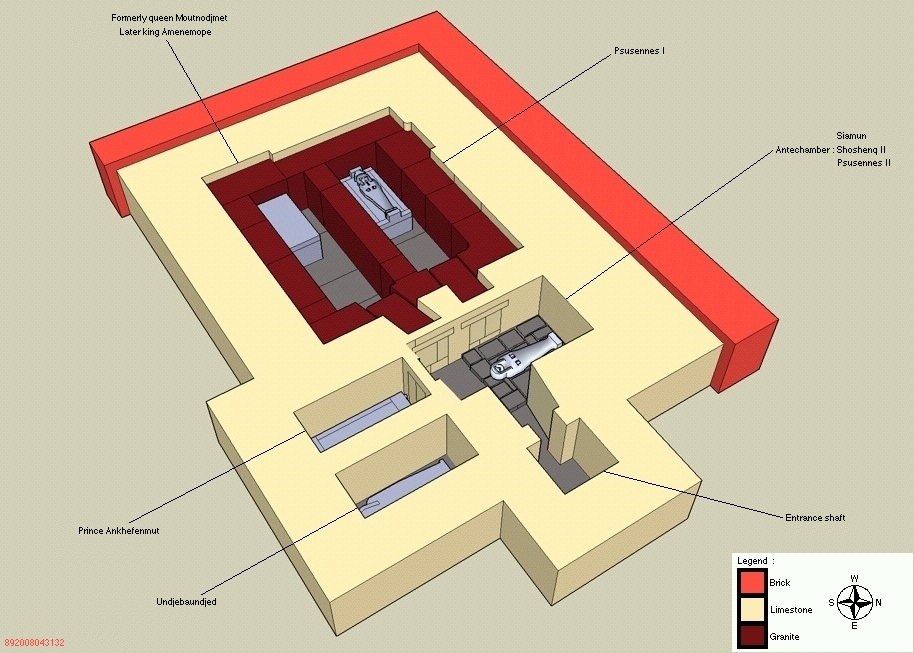
Pianta di una tipica sepoltura reale dal Terzo periodo intermedio all'epoca Tolemaica

Nel Terzo periodo intermedio fa la comparsa un nuovo modello di sepoltura che verrà utilizzato fino all'epoca Tolemaica. 
I sovrani abbandonano la Valle dei Re, forse a causa dei saccheggi e della violazione dei sepolcri reali, preferendo le città nelle quali risiedevano.
Le tombe vengono posizionate all'interno del perimetro sacro del santuario più importante della capitale, protette dalle mura di cinta dell'edificio cultuale.
Architettonicamente e planimetricamente le sepolture sono molto semplici, si presentano come modeste cappelle funerarie, di ridotte dimensioni, con camera di culto e camera sepolcrale adiacenti. I materiali di costruzione sono anch'essi molto semplici: mattoni crudi per la sovrastruttura e blocchi di pietra calcarea per le due camere sotterranee.
I sovrani della XXI e della XXII dinastia sono tumulati presso il santuario di Tanis. 
Queste tombe non hanno lasciato traccia degli alzati in mattoni crudi, ma spesso hanno conservato intatta la camera sepolcrale con il sarcofago e il corredo funebre. 

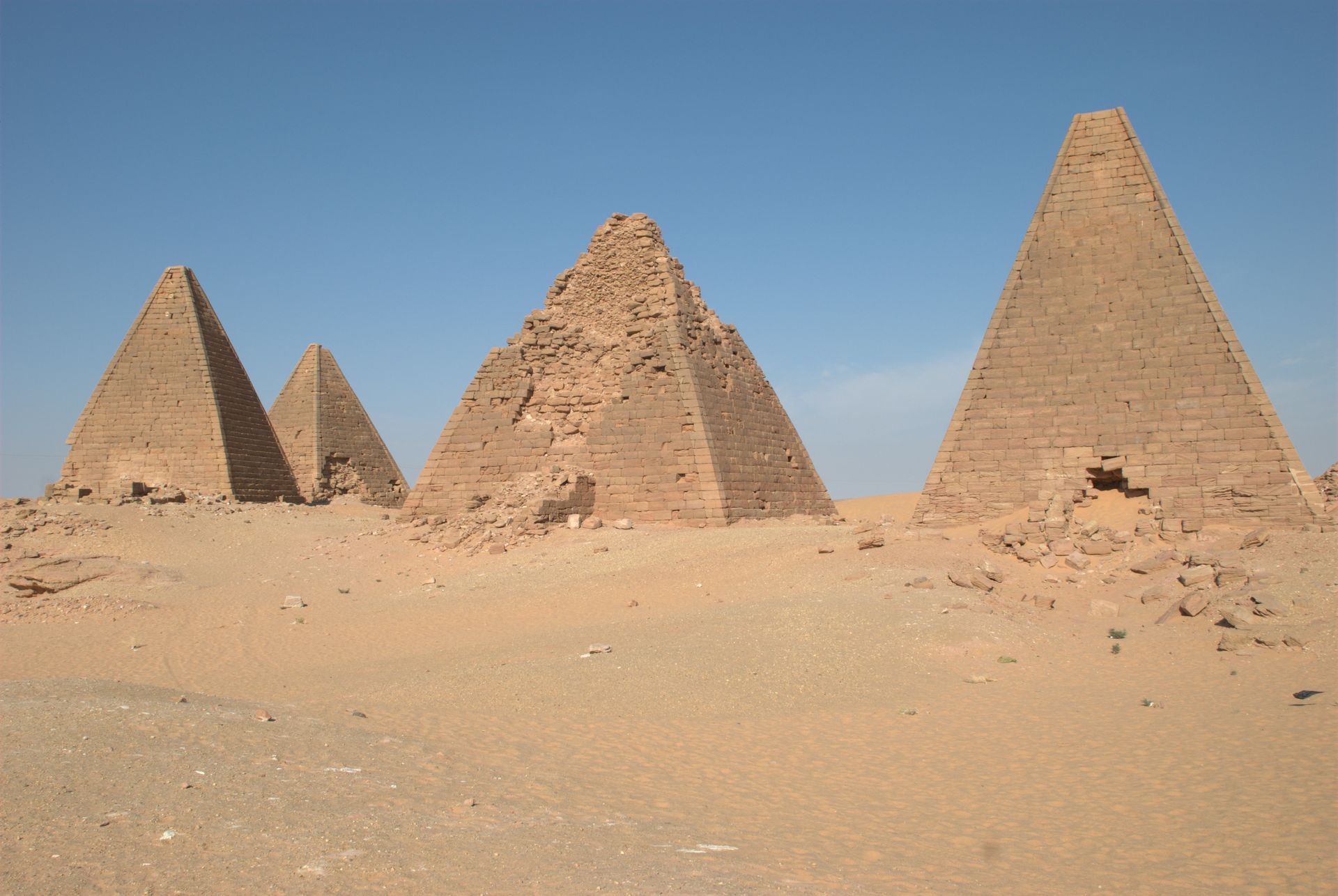
Piramidi della dinastia kushita

Nel 1939 l'archeologo Pierre Montet portò alla luce i sepolcri e i ricchi corredi di tre sovrani e un generale: Psusennes I, Amenemope, Sheshonq II e Wendjebauendjeb.
I sovrani kushiti della XXV dinastia si fecero inumare in tombe piramidali nella necropoli della loro capitale Napata, oggi nel Sudan settentrionale.
Nel santuario di Neith a Sais furono sepolti i faraoni appartenenti alla XXVI dinastia; le loro tombe, ancora non scavate, ci sono note dalle descrizioni lasciateci dallo storico Erodoto.
Le sepolture della XXVII e XXXI dinastia, rispettivamente prima e seconda dominazione persiana, si trovano a Naqsh-i Rustam in Iran.
A Mendes e Sebennito sono poste le sepolture dei sovrani della XXVIII, XXIX e XXX dinastia.

### Architettura funeraria privata
Le più importanti aree di sepoltura dei sacerdoti e dei funzionari sono Tebe e Menfi, nonostante siano stati rinvenuti sepolcri in tutti i centri abitati dell'epoca.

### Architettura religiosa
Le testimonianze di edifici cultuali realizzati dalla XXI alla XXXI dinastia sono purtroppo molto scarse, nonostante tutti i sovrani regnanti si adoperarono all'ampliamento e al restauro dei santuari precedenti e all'edificazione di nuovi templi. Questa mancanza è dovuta al riutilizzo dei materiali, in antichità e in epoca moderna, per la realizzazione di nuovi edifici.

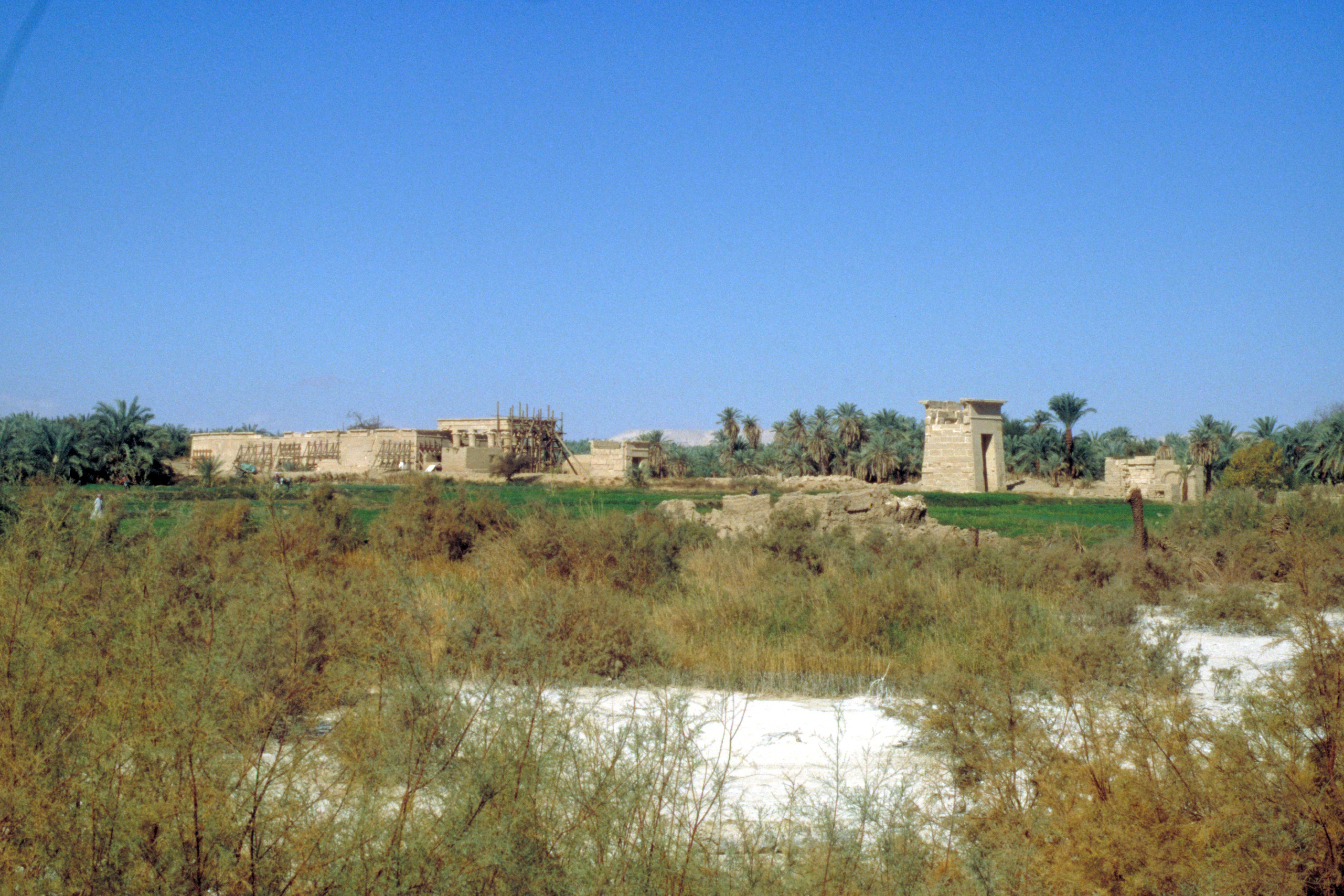
Tempio di Ibis, eretto da Dario I nell'oasi di Kharga

Probabilmente numerosi templi furono edificati nelle diverse capitali: Tanis, Sais, Mendes, Bubasti e Sebennito. 
I sovrani kushiti edificarono santuari nella loro capitale Napata, ma sicuramente si adoperarono per la salvaguardia e il mantenimento di tutti i maggiori templi dell'Egitto.
A Bubasti si conservano pochi resti del tempio della dea Bastet e del cortile delle feste di Osorkon II(XXII dinastia).

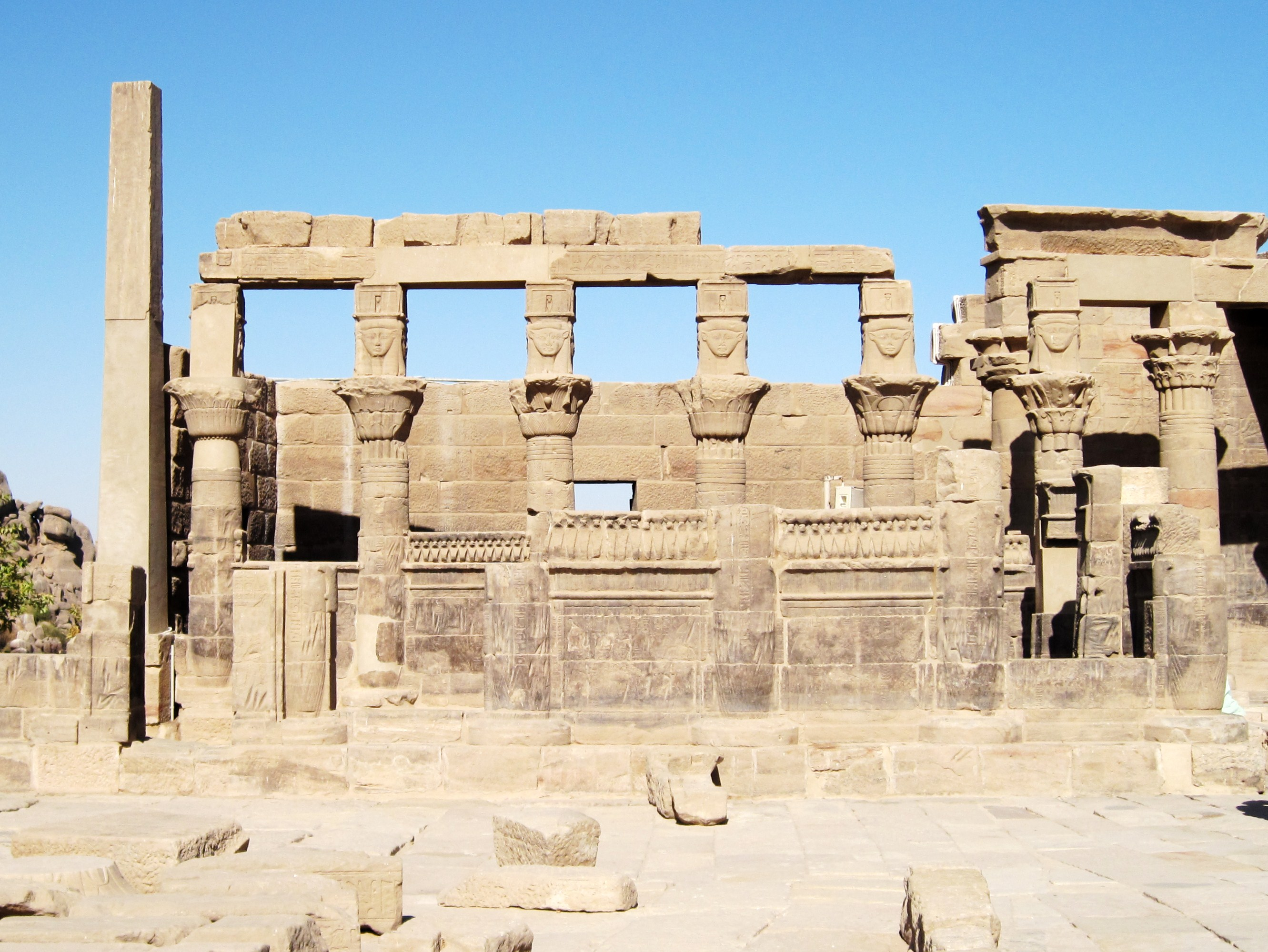
Tempio di Nectanebo I a File

A Mendes è visibile, unica testimonianza superstite del tempio edificato nella XXVI dinastia da Amasis, un naos in granito alto 7 metri.
A Edfu, nel tempio di Horus, è visibile un piccolo tabernacolo eretto da Nectanebo II (XXX dinastia).
Sull'isola-tempio di File il sovrano Nectanebo I edificò, accanto ad un probabile precedente tempio di Iside, un piccolo chiosco.
Un solo tempio dell'Età Tarda si è conservato integro, quello di Ibis nell'oasi di Kharga eretto da Dario I (XXVII dinastia)
L'Età Tarda vede l'introduzione di un nuovo edificio cultuale, il “mammisi”. Questo nuovo elemento architettonico consiste in una semplice costruzione posta innanzi al tempio, il quale simboleggiava la casa della nascita del dio a cui era dedicato il santuario. Il "mammisi" più antico conosciuto è quello fatto edificare da Nectanebo I a Dendera.

## Scultura

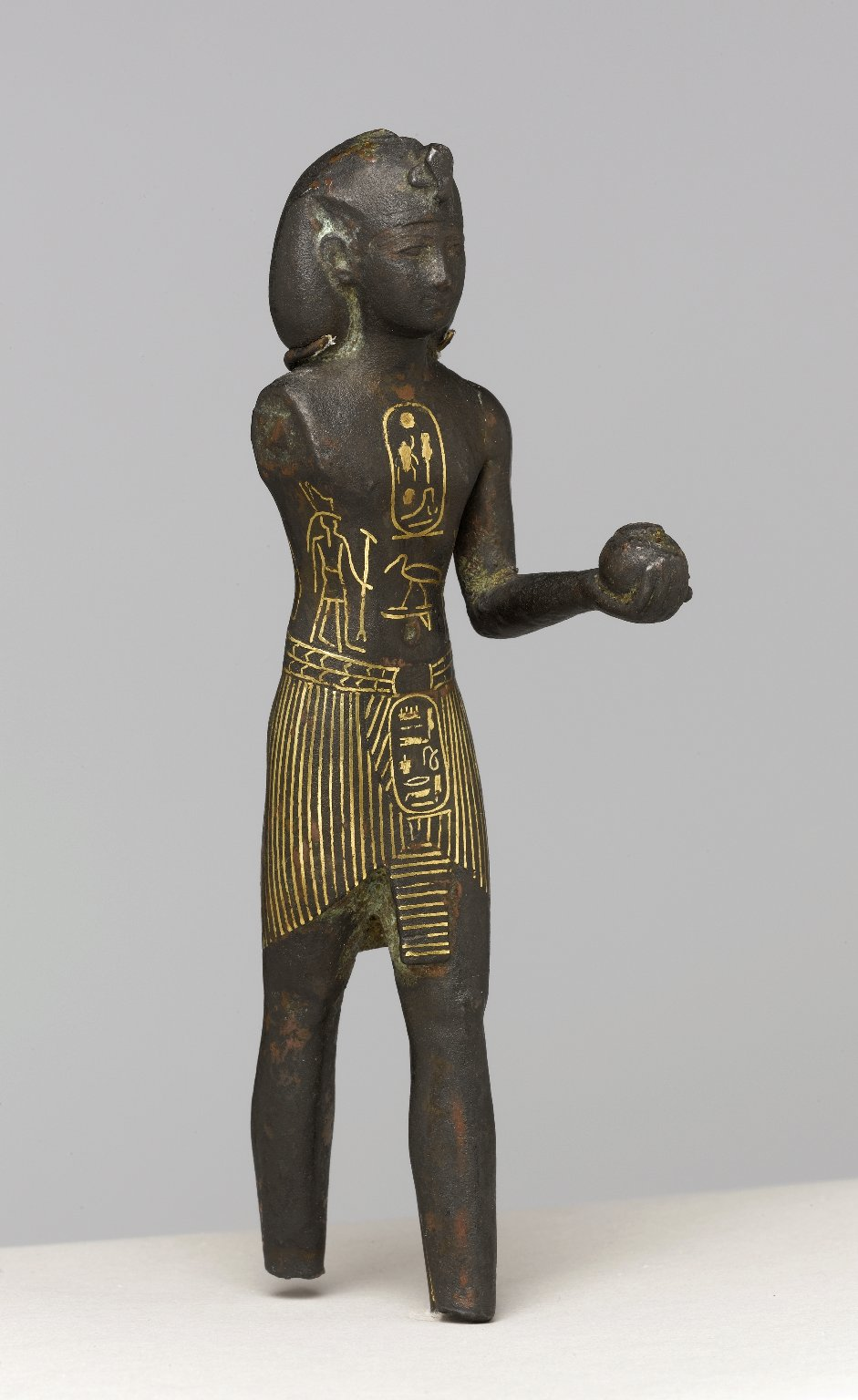
Statuetta di Osorkon I in bronzo. Brooklyn Museum, New York.

La statuaria reale del Terzo periodo intermedio ci è giunta in maniera molto frammentaria e in pochi esemplari. Queste scarse testimonianze mostrano una continuità stilistica e qualitativa con le opere realizzate nel Nuovo Regno. Maggiori esempi ci giungono dalla scultura privata che ci mostrano la tendenza verso una schematizzazione delle forme e una semplificazione iconografica.
Il Terzo periodo intermedio vede un grande impulso della produzione di sculture in bronzo fuso con l'aggiunta di intarsi di metalli preziosi (oro, argento ed elettro). 

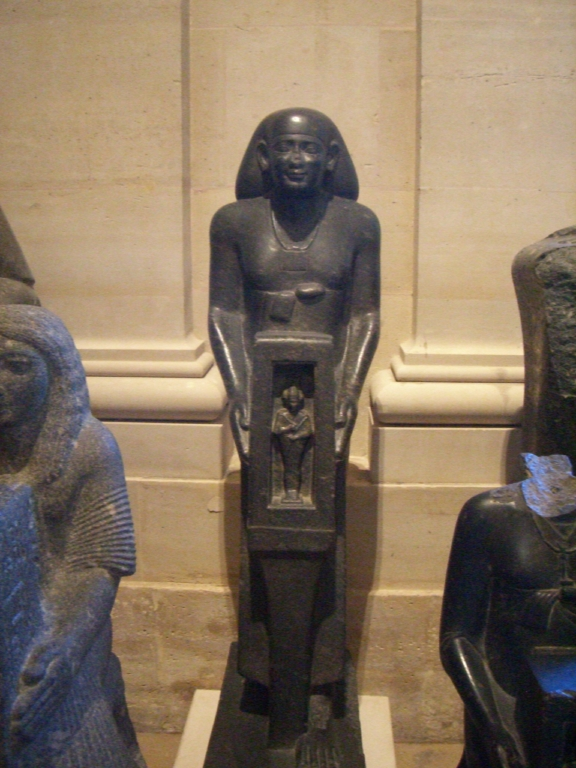
Scultura teofora stante, XXVI dinastia

I sovrani della dinastia kushita, mantengono nelle loro effigi i tradizionali canoni artistici egizi, inserendo però elementi della propria tradizione: lineamenti del viso tipicamente africani, collo tozzo, corporatura atletica. I privati mantengono invece stili più tradizionali, ispirati a modelli del Nuovo Regno e ad epoche precedenti. Durante il dominio kushita fa la sua comparsa il cosiddetto "ritratto di anziano", che vedrà maggior diffusione nel periodo successivo.
La scultura della XXVI dinastia, con la quale prende avvio l'Età Tarda, vede l'affermarsi di una nuova iconografia scultorea: il teoforo. Queste statue rappresentano il committente stante, in ginocchio o accovacciato reggente tra le mani la figura di una divinità contenuta in un naos. 
Dalla XXVI dinastia viene introdotto l'elemento della parrucca a borsa. Per quanto riguarda la scultura funeraria, capolavoro dell'epoca è l'enorme sarcofago di Horkhebit, in grovacca.
L'unico esempio di scultura in stile egizio conosciuto della dominazione persiana, è una statua acefala di re Dario I rinvenuta nel palazzo reale di Susa. Questa effigie, rinvenuta nel 1972, mescola elementi di tradizione egizia con elementi persiani. Il sovrano è abbigliato in tipiche vesti persiane, ma il piedistallo su cui si innalza la statua presenta iscrizioni in geriglofico. La veste, inoltre, presenta un'iscrizione incisa in tre lingue: egiziano, elamita e persiano antico. 
Delle dinastie successive ci sono pervenute scarse testimonianze, che seguono per lo più gli stili introdotti nelle dinastie precedenti al dominio persiano.

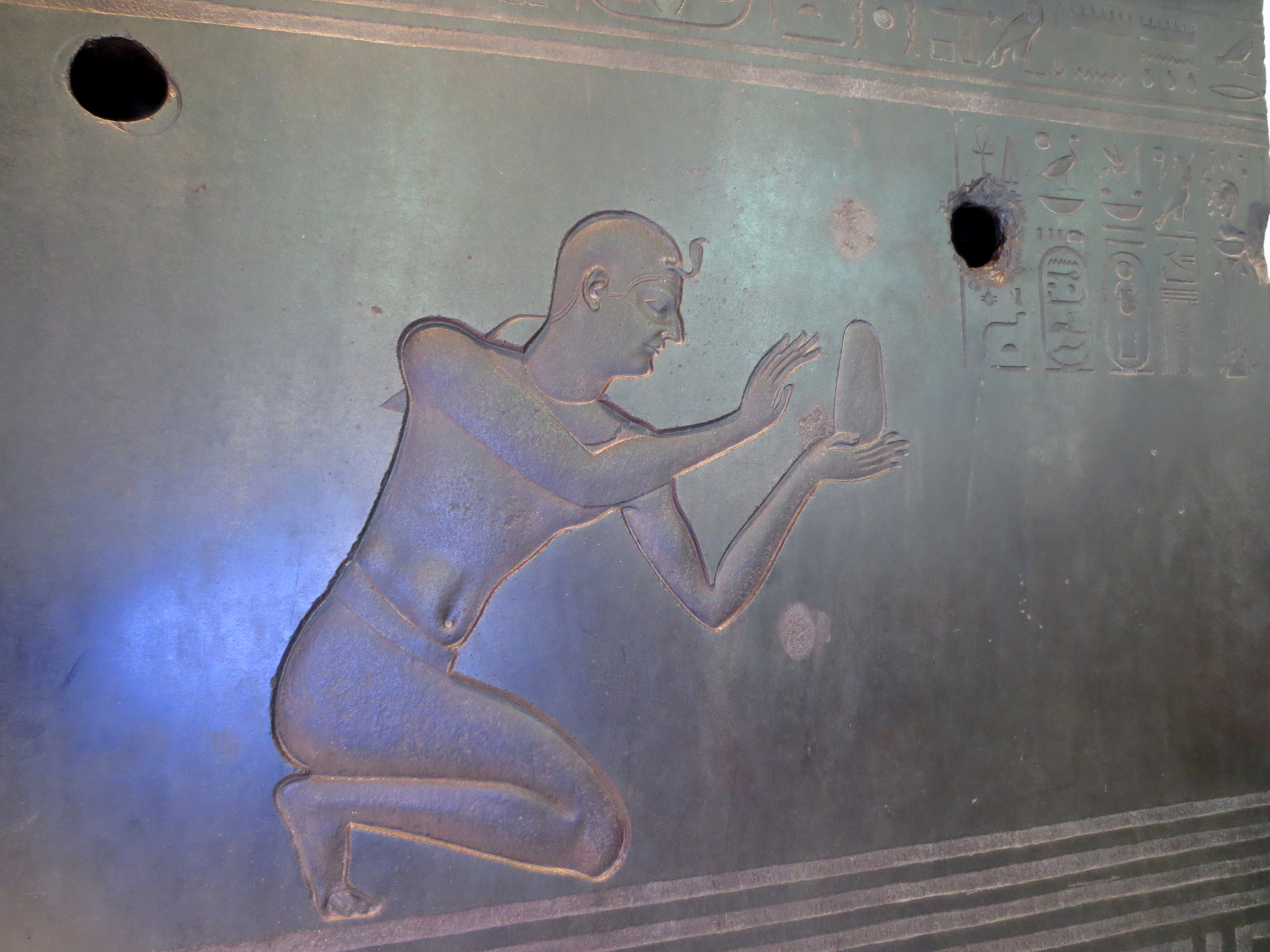
Nectanebo I in grovacca (EA22). British Museum, Londra.